# 紀元前383年
紀元前383年（きげんぜん383ねん）は、ローマ暦の年である。
当時は、「ポプリコラ、カピトリヌス、ルフス、フラウウス、マメルキヌス、トレボニウスが執政武官に就任した年」として知られていた（もしくは、それほど使われてはいないが、ローマ建国紀元371年）。紀年法として西暦（キリスト紀元）がヨーロッパで広く普及した中世時代初期以降、この年は紀元前383年と表記されるのが一般的となった。

## 他の紀年法
- 干支 : 戊戌
- 日本
  - 皇紀278年
  - 孝安天皇10年
- 中国
  - 周 - 安王19年
  - 秦 - 献公2年
  - 晋 - 孝公6年
  - 楚 - 悼王19年
  - 斉 - 康公22年
  - 田斉 - 斉侯剡2年
  - 燕 - 簡公32年
  - 趙 - 敬侯4年
  - 魏 - 武侯13年
  - 韓 - 文侯4年
- 朝鮮
  - 檀紀1951年
- ベトナム :
- 仏滅紀元 : 162年
- ユダヤ暦 :

## できごと

### ギリシア
- マケドニア王アミュンタス3世がカルキディア同盟 (Chalkidian League) と一時的な連合を結んだ。ギリシアを群雄割拠のままにしておきたいスパルタは、遠征軍を北へ派遣し、マケドニアの東に位置する、カルキディケー半島（現在のハルキディキ県周辺）の諸都市の連邦国家であった、カルキディア同盟に介入した。
- スパルタの指揮官ポイビダスは、進軍のためにボイオーティアを通りかかったところで、テーバイの内紛に乗じて軍勢とともに市内に入った。ひとたび市内に入ると、スパルタ勢はテーバイの城塞であるカドメア (Cadmea) を占拠し、反スパルタ派の市民を町から追い出した。テーバイの政権は、親スパルタ派が握り、カドメアを拠点としたスパルタ守備隊がこれを背後で支えた。テーバイの指導者だった者たちの多くが、亡命に追い込まれた。エパメイノンダスは、反スパルタ派と繋がっていたものの、追放は免れた。

### 中国
- 魏が趙軍を兔台で破った。

### 天文学
- バビロニア暦に、19年の月周期（メトン周期）が導入された。

### 宗教
- シシュナーガ朝カーラーショーカ王の呼びかけにより、毘舎離（現在のインド東部ビハール州ヴァイシャーリー県）で、第2回の「三蔵の結集」(Second Buddhist council) が行なわれた。この結集は、根本分裂の契機となった。（年代には異説がある）

## 死去
- 魯の穆公